# Adelaida Muñiz y Más
Adelaida Muñiz y Más (f. 1906) fue una escritora española.

## Biografía
Nacida en el siglo XIX, fue colaboradora de la Revista Teatral (Cádiz, 1898). Según Julio Cejador y Frauca se habría dado a conocer como dramática en Madrid. En adelante estrenaría muchas obras. Falleció en la ciudad andaluza de Málaga el 2 de octubre de 1906, «aún joven».

## Obras
- Cambio de cartas (1877).[2]
- Carmela, parodia (1890).[1]
- Mancha heredada, drama (estrenada el 27 de abril de 1892 en el Teatro de la Zarzuela).[5]
- La herencia de Tenorio, comedia (estrenada en noviembre de 1892 en el Teatro del Príncipe Alfonso).[6]
- Nada, comedia (1895).[1]
- Roja y gualda (1897).[1]
- Maruja.[1]